# Conferência de Praga
A Conferência de Praga, oficialmente a 6ª Conferência Pan-Russa do Partido Operário Social-Democrata Russo, foi realizada em Praga, Áustria-Hungria, de 5 a 17 de janeiro de 1912 (18 a 30 de janeiro de acordo com o Calendário Gregoriano). Dezesseis bolcheviques e dois mencheviques compareceram. Josef Stalin e Yakov Sverdlov não puderam estar presentes porque estavam em exílio interno à época, enquanto Gueorgui Plekhanov alegou estar muito doente para comparecer.
Na conferência, Vladimir Lenin e seus apoiadores romperam com o resto do Partido Operário Social-Democrata Russo e formaram seu próprio Partido Operário Social-Democrata Russo predominantemente bolchevique. A conferência era para ser secreta; Lenin instruiu: "Ninguém, nem nenhuma organização deve saber disso". No entanto, todos os detalhes eram conhecidos pela Okhrana, a polícia secreta do Império Russo.
Sete pessoas foram eleitas para o Comitê Central: Lenin, Grigori Zinoviev, Roman Malinovsky (mais tarde revelado ser um espião da Okhrana),Grigori Ordjonikidze, Suren Spandaryan (o melhor amigo de Stalin), Yakov Sverdlov e Filipp Goloschekin. Os quatro últimos criaram um Escritório Russo para dirigir o partido junto com Mikhail Kalinin e Stalin, que liderava o Escritório. Isso garantiu o domínio dos bolcheviques baseados na Rússia, em oposição aos emigrados que foram considerados "nulos e sem efeito" por Ordjonikidze. Spandaryan pediu a dissolução do grupo de emigrados.
Após a conferência, por recomendação de Lenin e Zinoviev, Stalin foi cooptado para o Comitê Central. Elena Stassova foi nomeada secretária do Escritório Russo. Stepán Shaumián e Kalinin (chefe de estado soviético de 1919 a 1946) tornaram-se membros candidatos do Comitê Central. Kalinin era suspeito de ser um agente da Okhrana, portanto não era um membro efetivo. Ambos eram camaradas de Stalin no Cáucaso.
Lenin escreveu a Máximo Gorki: "Finalmente conseguimos, apesar da escória liquidacionista, restaurar o Partido e seu Comitê Central. Espero que você se regozije conosco pelo fato." Stalin disse: "Esta conferência foi da maior importância na história do nosso Partido, pois traçou uma linha de fronteira entre os bolcheviques e os mencheviques e amalgamou as organizações bolcheviques em todo o país em um partido bolchevique unido." Esta visão não seria compartilhada por Lenin na época da Conferência. Ele sustentou que apenas os "liquidadores" foram excluídos do “POSDR de Praga” e que nem todos os mencheviques eram liquidadores.